# Zhoujiaquan
Il Zhoujiaquan (周家拳, pugilato della famiglia Zhou) è uno stile di arti marziali cinesi classificabile come Nanquan. Questa scuola è molto diffusa anche in occidente e spesso se ne conosce il nome in cantonese, Chow Gar Kuen oppure come Jow Ga oppure quello in lingua Vietnamita, Châu Gia. L'associazione internazionale che cerca di riunire tutti i praticanti si chiama Zhongwai Zhoujia Guoshu Zonghui 中外周家国术总会, cioè Federazione Cinese e Straniera di Arte Nazionale della Famiglia Zhou.

## Storia
Lo Zhoujiaquan è stato creato tra il finire dell'epoca della dinastia Qing ed i primi anni della Repubblica Cinese da un certo Zhou Long (周龙) che sintetizzò Hongjiaquan (洪家拳) e Caijiaquan (蔡家拳) perciò si dice che lo Zhoujiaquan “ha la testa di Hong e il resto di Cai” (洪头蔡尾, Hongtou Caiwei). I fratelli più giovani di Zhou, Zhou Xie (周协), Zhou Biao (周彪), Zhou Hai (周海) e Zhou Tian (周田), contribuirono a disseminare lo stile. Essi, insieme al fratello Zhou Long, vennero chiamati le “5 tigri della famiglia Zhou” (周家五虎). La casa natale di Zhou Long era Shafuxiang (沙富乡) nell'area amministrativa di Xinhuixian (新会县) in Guangdong. Qui apprese da un giovane zio, Zhou Xiong (周雄) l'Hongjiaquan. In seguito Zhou Long seguì gli insegnamenti di Cai Jiugong (蔡九公), esperto famoso di Caijiaquan. Nel 1914 il generale Li Fulin (李福林) cercava un allenatore di arti marziali per il suo Heiqijun Fujun (黑旗军福军) e predispose una competizione per sceglierlo. Zhou Long batté tutti i concorrenti e si aggiudicò il posto. Il generale Li Fulin gli fece dono di una scuola di arti marziali (Wuguan), chiamato “Zhen Wu Tang” (振武堂), dove insegnare il proprio stile.
Nel 1919 Zhou Long muore di polmonite e viene designato a succedergli Zhou Biao. Sotto la guida di quest'ultimo la diffusione dello stile fu rapida, tant'è che si dice che solo il primo anno di attività vennero aperte 15 nuove scuole, che nel giro di pochi anni divennero circa ottanta.

## Diffusione
Nel 1936 viene aperta la prima scuola ad Hong Kong. La scuola di Hong Kong ha prodotto diversi maestri di rilievo. Tra questi, Chan Cheung Man, Lui Chu Shek, Wong Kun Leung, Lee Au e molti altri. Jow Tin e Jow Hip anche loro insegnarono in Hong Kong e molti dei loro discepoli ancora insegnano a Hong Kong.
Oggi lo stile è diffuso nel mondo ed in particolare in Malaysia, Vietnam, Stati Uniti, Germania, Canada, Australia, ecc.. 
Proprio questa grande diffusione in tutto il mondo ha portato alla creazione della definizione Zhongwai Zhoujia 中外周家, cioè Famiglia Zhou all'interno ed all'esterno della Cina, definizione resa poi in tanti modi diversi, come ad esempio Trung Ngoại Chu Gia, Zhong Oi Jow Ga, ecc. 

## Thiếu Lâm Châu Gia (Shaolin Zhoujia)- Lignaggio vietnamita
Secondo le fonti vietnamite, la creazione dello stile Zhoujia (in vietnamita Châu Gia) si deve al maestro Châu Long (Zhou Long), che, dopo aver studiato Hongjiaquan (Hồng Gia) e Caijiaquan (Thái Gia), insegnò una sintesi dei due stili, chiamata inizialmente Châu gia hổ báo hình quyền (stile della figura della tigre e leopardo della famiglia Zhou). Il maestro Châu Long era solito definire la sua scuola con la frase "Hồng đầu, Thái Vĩ": all'inizio lo stile Hongjiaquan (Hồng), alla fine lo stile Caijiaquan (Thái).
In seguito il maestro Châu Long venne scelto per insegnare arti marziali all'esercito regolare; il comandante Lý Phục Lâm (Lee Fook Lam) gli presentò un maestro di Wing Chun, il maestro Trịnh Hoa, con il quale poté arricchire il proprio programma con tecniche a corta distanza: nacque così lo stile Châu Gia, che il maestro iniziò a diffondere con i suoi "confratelli" Châu Điền (Zhou Tian), Châu Bưu (Zhou Biao), Châu Hiệp (Zhou Xie) e Châu Hải (Zhou Hai): grazie all'efficacia del loro stile ed alla fama della loro abilità, vennero onorati con il titolo di "Cinque tigri del Zhoujia" (Ngũ Hổ Châu Gia).
Lo stile giunge in Vietnam grazie all'insegnamento del maestro Lưu Phú, nato nei pressi di Guangdong nel 1909 e morto nel 1971 a Sài Gòn (Città Ho Chi Minh). Egli iniziò la pratica dello stile sotto la guida del maestro Zhou Biao, fino a raggiungere il grado di istruttore. Nel 1937 lo scoppio della guerra sino-giapponese costrinse parte della scuola, tra cui i maestri Zhou Biao e Zhou Tian, a trasferirsi a Hong Kong; nel 1941 la caduta della città in mano ai Giapponesi indusse il maestro Lưu Phú a fuggire in Vietnam, dove iniziò a diffondere lo stile. Allievo diretto del maestro Lưu Phú fu il maestro Súi Dậu, che insegnò fino alla morte, avvenuta nel 1991, e lasciò l'eredità dello stile al maestro Trần Ngọc Định, che lo ha divulgato in Europa. All'interno della scuola Việt Anh Môn viene studiato il programma completo, che comprende venticinque quyền (forme) a mani nude e diverse forme con il bastone medio e lungo (Trường côn), la sciabola, la lancia e l'alabarda.

### Caratteristiche tecniche

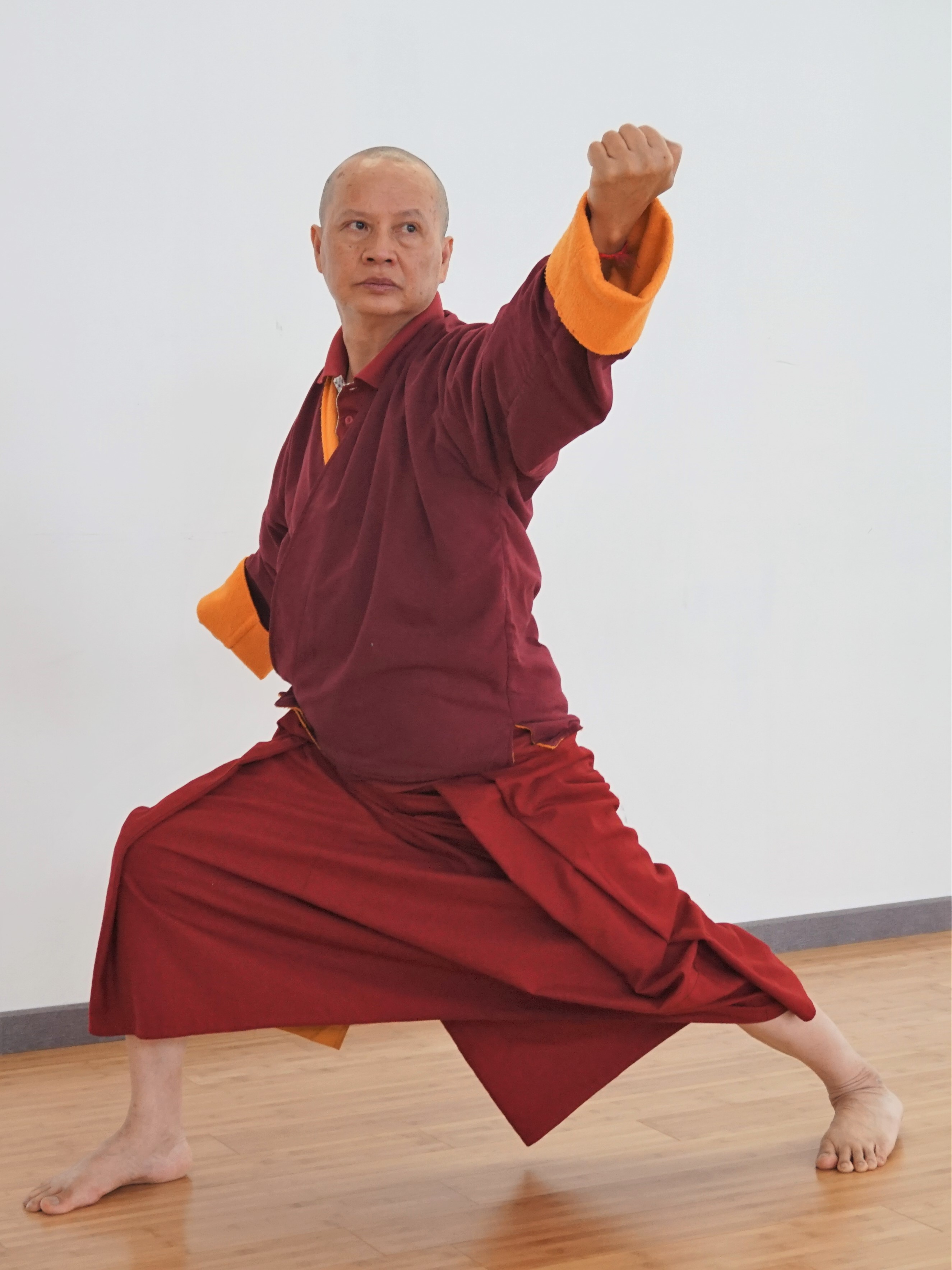
Il maestro Trần Ngọc Định in un tipico attacco di Thiếu Lâm Châu Gia

Dal punto di vista tecnico il Thiếu Lâm Châu Gia è caratterizzato da posizioni basse e ben radicate, ideali per irrobustire gli arti inferiori e per generare la potenza degli attacchi portati con gli arti superiori, in cui si privilegia l'uso della forza esplosiva. A questi elementi, tipici dello stile Hongjiaquan, si aggiungono tecniche sulla lunga distanza, mutuate dallo stile Caijiaquan, e tecniche a corta distanza derivate dal Wing Chun, che contribuiscono a rendere le forme estremamente variegate.

## Tecniche Fondamentali

### I Passi
Questa è una lista dei fondamentali dei Passi (Buxing) del Zhoujiaquan, che nell'articolo che gli elenca sono chiamati genericamente Mabu 马步, utilizzando un gergo tipico del sud della Cina:
| IDEOGRAMMI | Nome in Pinyin | Nome in italiano                             |
| 1 四平马   | Sipingma       | Cavaliere dei Quattro Piani                  |
| 2 步半平马 | Buban pingma   | Cavaliere sullo stesso piano del mezzo passo |
| 3 吊马     | Diaoma         | Cavaliere sospeso                            |
| 4 满马     | Manma          | Cavaliere pieno                              |
| 5 弓箭马   | Gongjianma     | Cavaliere Arco Freccia                       |
| 6 低跪马   | Diguima        | Cavaliere con il ginocchio in basso          |
| 7 坐马     | Zuoma          | Cavaliere Seduto                             |
| 8 半跪马   | Banguima       | Cavaliere con il ginocchio piegato           |

### Le Tecniche di Pugno
Questa è una lista dei fondamentali dei colpi dei Pugni del Zhoujiaquan, che nell'articolo che gli elenca sono chiamati Quanfa 拳法:
| IDEOGRAMMI   | Nome in Pinyin      | Nome in italiano                    |
| 1 穿拳(直拳) | chuanquan (zhiquan) | pugno che penetra (pugno diretto)   |
| 2 辊捶       | gunchui             | colpo ruotato                       |
| 3 兜捶       | douchui             | colpo avvolto                       |
| 4 鞭捶       | bianchui            | colpo frustato                      |
| 5 下擘拳     | xiaboquan           | pugno con il pollice verso il basso |
| 6 挂捶       | guachui             | colpo che si attacca                |

### Le Tecniche di Gambe
Questo è l'elenco delle tecniche di gamba (Tuifa) :
| IDEOGRAMMI | Nome in Pinyin | Nome in italiano           |
| 1 穿心腿   | chuanxintui    | gamba che penetra il cuore |
| 2 横扫     | hengsao        | spazzata orizzontale       |
| 3 下扫     | xiasao         | spazzata bassa             |
| 4 钉腿     | dingtui        | gamba a chiodo             |
| 5 侧踢     | ceti           | calcio laterale            |
| 6 前踢     | qianti         | calcio frontale            |
| 7 旋风腿   | xuanfengtui    | gambe che mulinano         |
| 8 後扫     | housao         | spazzata posteriore        |

## Taolu
l'insieme di forme insegnate nello stile cambia a seconda del lignaggio di provenienza, con leggere differenze che non altererebbero in alcun modo l'essenza dello stile, i principi di base dovrebbero comunque essere presenti in tutte le scuole oggi esistenti.
Questo elenco è dedotto dalla voce dell'Enciclopedia di Baidu:
- A mano nuda (Tushou).

Lo Zhoujiaquan possiede questi Taolu: Xiao Fuhuquan (小伏虎拳); Xiaohongquan (小洪拳, che proviene dal Caijiaquan); Wanziquan (万字拳, che proviene dal Hongjiaquan); Chaichun (柴椿); Da Fuhuquan (大伏虎, che proviene dal Hongjiaquan); Hu Bao Quan (虎豹拳, che proverrebbe dallo Shaolin del Nord); Xiao Sipingquan (小四平拳).
- Con le armi: Zhoujia dandao (周家单刀); Meihua shuangdao (梅花双刀); Zhoujia ying qiang (周家樱枪); shuangtougun (双 头 棍); Jiuhuandao (九 环 刀); dantougun (单 头 棍).
- Duilian: Gongshou duichai (攻 守 对 拆); sanjiegun dui ying qiang (三节棍对樱枪).

Questi Taolu che, oltre a quelli già citati, compaiono nel Curriculum della Jow Ga Kung Fu Athletic Association of Columbia:
a mano nuda, Xiao Yingzhaoquan (小鷹爪拳), Luohanquan (羅漢拳), Xiao Xiongquan (小雄拳), Huaquan (花拳),Guoziquan (國字拳), Liu Yuziquan (六隅子拳); con armi, huwei dandao (虎尾单刀),zhong baguagun (中八卦棍), sanjiegun (三節棍), guandao (关刀), ecc. ; in coppia, Wanziquan Duichai (万字拳对拆), gun dui gun (棍对棍), dandao dui ying qiang (单刀对樱枪), guandao dui qiang (关刀对枪).

## Tavola comparativa dei nomi in Cinese Mandarino, Cantonese e Vietnamita
Come spesso succede per gli stili del sud della Cina, l'utilizzo dei più disparati dialetti crea una certa confusione e non permette a volte di ritrovare i termini che si è abituati ad utilizzare. Questa tavola vuole cercare di ovviare a tale inconveniente:
| IDEOGRAMMI | Nome in Pinyin | Nome in Cantonese   | Nome in Vietnamita |
| 周家       | Zhoujia        | Jow Gar             | Châu gia           |
| 周龙       | Zhou Long      | Jow Lung            | Châu Long          |
| 周雄喜     | Zhou Xionghei  | Jow Fong Hoy        | Chu Phương Hải     |
| 洪家拳     | Hongjiaquan    | Hung Gar Kuen       | Hồng Gia Quyền     |
| 蔡九公     | Cai jiugong    | Choy Gau Gung       | Thái Giáo          |
| 蔡家拳     | Caijiaquan     | Choy Gar Kuen       | Thái Gia Quyền     |
| 周协       | Zhou Xie       | Jow Hip             | Châu Hiệp          |
| 周彪       | Zhou Biao      | Jow Biu             | Châu Bưu           |
| 周海       | Zhou Hai       | Jow Hoy             | Châu Hải           |
| 周田       | Zhou Tian      | Jow Tin             | Châu Điền          |
| 洪头蔡尾   | Hongtou Caiwei | Hung Tao Choy Mei   | Hồng Đầu Thái Vĩ   |
| 李福林     | Li Fulin       | Lee Fook Lam        | Lý Phục Lâm        |
| 周家五虎   | Zhoujia Wuhu   | Jow Gar Ng Hu       | Ngũ Hổ Chu Gia     |
| 小伏虎拳   | Xiao Fuhuquan  | Siu Fook Fu Kuen    | Tiểu phục hổ quyền |
| 万字拳     | Wanziquan      | Man Gee Kuen        | Vạn tự quyền       |
| 虎豹拳     | Hubaoquan      | Fu Pao Kuen         | Hổ báo quyền       |
| 柴椿       | Chaichun       | Chai Jong           |                    |
| 大伏虎拳   | Da Fuhuquan    | Dai Fook Fu Kuen    | Đại phục hổ quyền  |
| 鷹爪拳     | Yingzhaoquan   | Ying Jau Kuen       | Ưng trảo quyền     |
| 羅漢拳     | Luohanquan     | Lo Hon Kuen         | La hán quyền       |
| 花拳       | Huaquan        | Fa Kuen             | Hoa quyền          |
| 國字拳     | Guoziquan      | Kwok Gee Kuen       | Quốc tự quyền      |
| 六隅子拳   | Liuyuziquan    | Lok Kwok Chung Kuen |                    |